# Бабійчук Георгій Опанасович
Гео́ргій Опана́сович Бабійчу́к (4 березня 1938, село Ялтушків Барського району Вінницької області) — український кріобіолог. Доктор біологічних наук (1987). Професор (1990). Лауреат премії імені Олександра Богомольця АН України (1993).

## Біографія
Георгій Опанасович Бабійчук народився 4 березня 1938 року в селі Ялтушків Барського району Вінницької області.
1963 року закінчив Вінницький медичний інститут.
У 1969–1972 роках працював лікарем, молодшим науковим співробітником дитячого відділення Харківського науково-дослідного інституту ортопедії і травматології.
Один з організаторів дослідження з кріобіології в Україні та створення Інституту проблем кріобіології і кріомедицини НАН України в Харкові. Працює в цьому інституті від 1972 року: науковий співробітник, завідувач відділу кріофізіології, від 1988 року — також заступник директора з наукової роботи.
Директор Державного підприємства «Наукова лабораторія кріочутливості та кріорезистентності біологічних об'єктів при їх збереженні в тканинному банку» Інституту проблем кріобіології і кріомедицини.